# Венецианов, Георгий Семёнович
Георгий Семёнович Венецианов (14 [26] марта 1896, Санкт-Петербург — 17 июня 1965, Ленинград) — советский драматург, режиссёр и сценарист, заслуженный деятель искусств РСФСР (1956); художественный руководитель Ленинградского цирка.

## Биография
Его отец — Семён Соломонович (Семёнович) Венецианов в 1917 году был управляющим Владимирским отделением Петроградского столичного ломбарда в чине коллежского регистратора; а в 1923 году он значится счетоводом.
Первоначально карьера Г. С. Венецианова была связана с морским флотом: гардемарин, потом молодой офицер; во время гражданской войны он был командиром Красного Флота. После демобилизации окончил драматическую школу и служил актёром в театрах Ленинграда, Пензы, Пскова и других городов. В это время он начал писать пьесы; одна из них, «Джума-Машид» — шесть картин современной Индии, была поставлена в ряде театров, в том числе в московском театре Корша. Позже эту пьесу он вместе с поэтом А. Жаровым переработал в пантомиму «Индия в огне» (1932), также имевшую успех. Автор сценария фильма «Четвёртый перископ» (1939).
Работая в 1931—1934 годах заведующим литературной частью Ленинградского мюзик-холла, программа которого в значительной мере состояла из цирковых номеров, он увлёкся цирковым искусством. В 1936—1941 годах он был художественным руководителем Ленинградского театра эстрады.
Во время Великой Отечественной войны Г. С. Венецианов был начальником строевой части Военно-морской медицинской академии.
В 1946 году был назначен художественным руководителем Ленинградского цирка. Им были поставлены эстрадно-цирковые представления, пантомимы, иллюзионные аттракционы и новаторские номера различных жанров: «Праздник на воде» (1952), «Золотая осень» (1953), «Цирк зверей» (1954), «Снова с вами, друзья» (1963) и др. Особое внимание он уделял искусству клоунады; вместе с Б. П. Манжелли возродил классические конные цирковые номера. Венецианов был консультантом фильмов с цирковыми номерами, в их числе: «Укротительница тигров», «Мистер Икс».

## Награды
- Медаль «За трудовое отличие» (21 июня 1957) — в ознаменование 250-летия города Ленинграда и отмечая заслуги трудящихся города в развитии промышленности, науки и культуры[2].
- Заслуженный деятель искусств РСФСР (1956).